# Uzda (miasto)
Uzda (biał. Узда) – miasto na Białorusi w obwodzie mińskim, stolica rejonu uzdowskiego; 9,7 tys. mieszkańców (2010).

## Historia
Niegdyś miasteczko stanowiło ważny ośrodek litewskich Tatarów – mieścił się tu meczet zniszczony przez władze Białoruskiej SRR w latach dwudziestych XX w. Prawdopodobnie w Uzdzie (lub Zasławiu) w 1572 Maciej Kawęczyński wydrukował Biblię nieświeską.
W latach 1907–1909 w mieście działało koło prowincjonalne Polskiego Towarzystwa „Oświata” w Mińsku, które zajmowało się wspieraniem polskiej edukacji.
Podczas okupacji hitlerowskiej, we lipcu 1941 roku Niemcy utworzyli getto dla żydowskich mieszkańców. Przebywało w nim około 1800 osób. 17 października 1941 roku Niemcy zlikwidowali getto, a Żydów zamordowali. Sprawcami zbrodni było Einsatzkommando 3, niemiecka żandarmeria oraz miejscowi kolaboranci. 